# 360 av. J.-C.
Cette page concerne l'année 360 av. J.-C. du calendrier julien proleptique.

## Événements
- 1er mars (15 mars du calendrier romain) : début à Rome du consulat de Marcus Fabius Ambustus (consul en -360) et Caius Poetelius Libo Visolus. Victoire du consul Fabius sur les Herniques. Poetelius mène la guerre contre Tibur qui a aidé les Gaulois. Ces derniers, de retour de Campanie, ravagent les territoires de Lavicum, Tusculum et Albe dans le Latium. Quintus Servilius Ahala est nommé dictateur pour les combattre et obtient une victoire près de la porte Colline ; ils se retirent à Tibur[1].

- Printemps[2] :
  - Tachos ou Téos, pharaon d'Égypte, entreprend une campagne en Palestine et en Phénicie avec l’aide de mercenaires grecs mais est arrêté par une révolte de l’armée. Son frère, Tjahépimou, resté en Égypte, en profite pour le trahir. Tachos se réfugie chez le roi des Perses. Nectanébo II, fils de Tjahépimou, est proclamé pharaon, grâce à l'intervention d'Agésilas II de Sparte (fin de règne en 342 av. J.-C.). Il abandonne la campagne en Asie et rentre en Égypte pour mater la rébellion du prince de Mendès (automne)[3].
  - Fondation de Crénidès en Macédoine orientale, colonie de Thasos, par Callistratos[4].
- Fin de l’été (ou au printemps 359 av. J.-C.) : le roi Perdiccas III de Macédoine est tué en combattant les Illyriens de Bardylis. Son jeune fils Amyntas IV lui aurait succédé quelques mois sous la régence de son oncle Philippe avant d'être déposé, mais il est proposé récemment sur la base de données archéologiques et de témoignages littéraires que Philippe ait été proclamé roi de Macédoine dès la mort de Perdiccas (fin de règne en 336 av. J.-C.)[5].
- Fin septembre : assassinat du roi des Odryses Cotys[6]. La Thrace est divisée en trois royaumes (Bérisadès puis Kétriporis à l’ouest, Amadocos au centre et Kersobleptès à l’est)[7].

## Naissances en 360 av. J.-C.
- Autolycos de Pitane, mathématicien.
- Pyrrhon d'Élis, philosophe.
- Callisthène, historien.
- Eubulide, philosophe.
- Autolycos de Pitane, savant.

## Décès en 360 av. J.-C.
- Néoptolème Ier, roi d'Épire.
- Perdiccas III, roi de Macédoine.
- Cotys, roi des Odryses.